# 18D/Perrine-Mrkos
La Cometa Perrine-Mrkos, formalmente 18D/Perrine-Mrkos, è una cometa periodica del Sistema solare, appartenente alla famiglia delle comete gioviane. È stata scoperta dall'astronomo statunitense ed argentino Charles Dillon Perrine il 9 dicembre 1896, dal Lick Observatory in California.
Fu considerata perduta dopo la sua apparizione del 1909, ma fu riscoperta dall'astronomo ceco Antonín Mrkos il 19 ottobre 1955 dall'Osservatorio astronomico di Skalnaté Pleso in Slovacchia, ed in seguito confermata come la 18D da Leland E. Cunningham, dall'Osservatorio astronomico di Leuschner, a Berkeley, in California.
La cometa fu vista in ultimo nel 1969, non fu osservata infatti nel passaggio successivo, previsto per il 1975, e nei seguenti, ed oggi è considerata una cometa perduta.